# Албрехт II фон Арнщайн
Албрехт II фон Арнщайн (на немски: Albrecht II von Arnstein; * 1240; † 1279) е граф на Арнщайн при Ашерслебен в Харц.

## Биография
Той е син на граф Валтер V фон Арнщайн († 1268/1272) и съпругата му Маргарета фон Кранихфелд († сл. 1290), дъщеря на Фолрад фон Кранихфелд († 1241) и Бия фон Клетенберг († сл. 1241). Правнук е на Валтер III фон Арнщайн († ок. 1196) и Гертруд фон Баленщет, внучка на маркграф Албрехт Мечката фон Бранденбург от фамилията Аскани.
Брат е на Валтер († 1307/1310), провост в Бибра и Св. Себастиан в Магдебург, и на Гебхард († сл. 1302), провост в Св. Паули в Халберщат, капитулар в Магдебург.
През 1296 г. синът му Валтер IX влиза в Тевтонския орден и предава собствеността си на Ото фон Фалкенщайн, съпругът на сестра му Луитгард, който поставя фогти да управляват замъка.

## Фамилия
Албрехт II фон Арнщайн се жени за бургграфиня Мехтилд фон Мансфелд-Кверфурт (* 1235; † сл. 1289), дъщеря на бургграф Буркхард III фон Кверфурт († 1279) и София фон Мансфелд. Те имат децата:
- Мехтилд фон Арнщайн († сл. 1279), омъжена за граф Фолрад I фон Фалкенщайн (* ок. 1250; † 1312)
- Валтер IX († сл. 1310), бургграф на Фреклебен, влиза 1296 г. в Тевтонския орден в Саксония
- Албрехт III († 1283/1284), граф на Арнщайн
- Бурхард († сл. 1315), влиза в Тевтонския орден в Гозлар
- Гебхард († сл. 1279)
- Гунтер († сл. 1320), влиза в Тевтонския орден в Христбург
- Луитгард († сл. 1332), омъжена за граф пр. 29 юни 1281 г. за граф Ото IV фон Фалкенщайн († 1328), граф и господар на Фалкенщайн-Арнщайн